# Julien Moineau

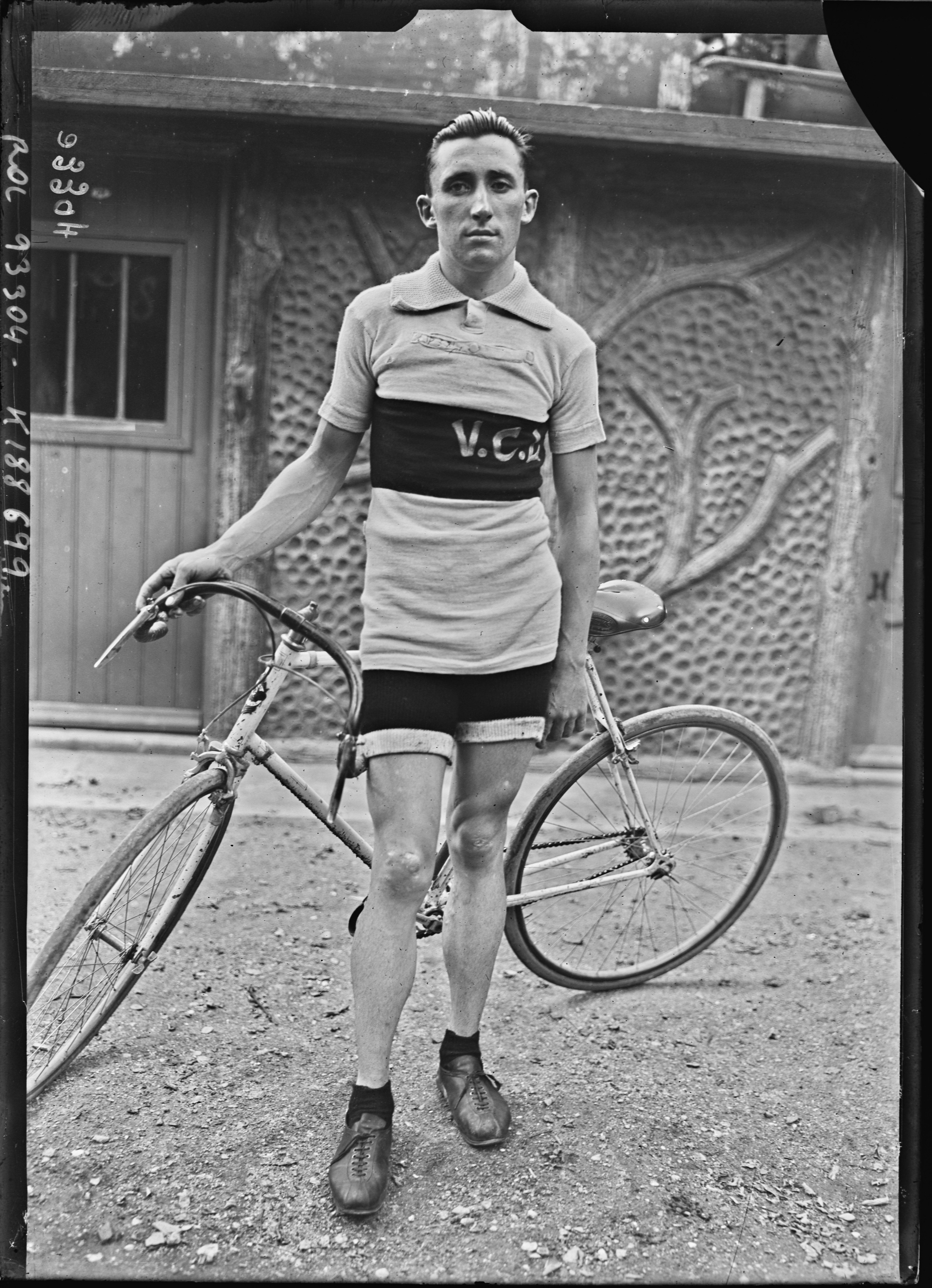
Julien Moineau (1924)

Julien Marie Moineau (* 27. November 1903 in Clichy; † 14. Mai 1980 in La Teste-de-Buch) war ein französischer Radrennfahrer.

## Sportliche Laufbahn
Von 1927 bis 1937 fuhr er als Berufsfahrer. Seinen ersten Vertrag als Profi hatte er im Radsportteam Alléluia-Wolber. 1927 war er in den Rennen Paris–Le Havre, Critérium National du Printemps, Circuit de Bourgogne und Circuit du Bourbonnais erfolgreich. 1928 konnte Moineau eine Etappe der Tour de France gewinnen, ebenso 1929 und 1935. Dreimal (1930, 1932 und 1933) siegte er im Eintagesrennen Paris–Limoges. 1932 gewann er Paris–Tours vor Herbert Sieronski aus Deutschland. Dazu kamen weitere Siege in französischen Rundstreckenrennen und Kriterien. Zweite Plätze errang er unter anderem im Circuit de Paris 1929, in Paris–Vichy 1930, in Paris–Caen 1932, im Circuit du Midi 1933 und im Rennen Bordeaux–Paris 1935, als er nur von Edgard De Caluwé geschlagen wurde.
Die Tour de France fuhr er fünfmal. Bei seinem Debüt 1927 belegte er den 8. Platz, 1928 wurde er 17., 1932 25. und 1935 30. der Gesamtwertung. 1929 war er ausgeschieden. Im Giro d’Italia 1932 wurde er 43.